# Pláně (okres Plzeň-sever)
Pláně jsou obec v okrese Plzeň-sever v Plzeňském kraji. Leží šest kilometrů severozápadně od Plas. V celé obci žije 278 obyvatel. Katastrální území Pláně u Plas měří 551,93 hektaru. Obec je součástí Mikroregionu Dolní Střela.

## Historie
Pláně jsou prvně zmíněny roku 1169, kdy je král Vladislav II. daroval manětínským johanitům. Vláda johanitů v Manětíně skončila prakticky v roce 1420, kdy Zikmund Lucemburský zastavil zdejší zboží svému straníkovi Bohuslavovi ze Švamberka. Když byl ale Bohuslav husity zajat a posléze přešel na jejich stranu, získal Manětínsko jako zástavu jeho bratr Hynek Krušina ze Švamberka. Po jeho smrti v roce 1455 zdědil Manětín s devatenácti vesnicemi jeho syn Bohuslav, člen jednoty zelenohorské a od roku 1473 nejvyšší hofmistr Matyáše Korvína. Jelikož Manětínsko bylo právně stále majetkem johanitů, získal je Bohuslav v roce 1483 od převora Jana ze Švamberka do dědičné držby a připojil je ke Krasíkovu. Jeho potomci pak drželi Manětín i s Pláněmi až do roku 1544, kdy jej koupil Volf mladší Krajíř z Krajku. Protože se zúčastnil povstání proti Ferdinandovi I. v roce 1547, nabytý majetek mu byl zkonfiskován. Téměř dalších 100 let se majitelé manětínského panství, jehož součástí Pláně stále zůstávaly, často střídali. Tento stav se změnil teprve v roce 1639, kdy Manětínsko získal hrabě Ferdinand Rudolf Lažanský z Bukové. Jeho potomkům panství náleželo až do zrušení patrimoniální správy v roce 1848.

## Přírodní poměry
Pláně sousedí na severovýchodě s Ondřejovem, na východě s Vrážným, na jihovýchodě s Korýtky, na jihozápadě s Dražní, na západě s osadou Osojno a dále s Hvozdem. Na západ a sever od vsi leží údolí Osojenského potoka a Chladné.

## Obyvatelstvo
Při sčítání lidu v roce 1921 zde žilo 258 obyvatel (z toho 126 mužů) československé národnosti. Většina se hlásila k církvi československé, devadesát lidí bylo katolíky a 58 bez vyznání. Podle sčítání lidu z roku 1930 měla vesnice 227 obyvatel československé národnosti, z nichž bylo 74 katolíků, tři evangelíci, 103 členů církve československé a 47 lidí bez vyznání.
| Rok            | 1869 | 1880 | 1890 | 1900 | 1910 | 1921 | 1930 | 1950 | 1961 | 1970 | 1980 | 1991 | 2001 | 2011 | 2021 |
| -------------- | ---- | ---- | ---- | ---- | ---- | ---- | ---- | ---- | ---- | ---- | ---- | ---- | ---- | ---- | ---- |
| Počet obyvatel | 628  | 606  | 571  | 591  | 599  | 612  | 566  | 360  | 334  | 295  | 286  | 255  | 266  | 236  | 247  |
| Počet domů     | 81   | 84   | 90   | 92   | 95   | 97   | 103  | 119  | 100  | 92   | 77   | 92   | 97   | 90   | 99   |

## Obecní správa
Mezi lety 1850–1985 byly Pláně obcí v okrese Kralovice (1869–1930), posléze v okrese Plasy (1950) a později v okrese Plzeň-sever. Od 1. ledna 1986 do 31. prosince 1992 patřily jako část města k Plasům a od 1. ledna 1993 jsou opět samostatnou obcí.

### Části obce
- Korýtka
- Ondřejov
- Pláně
- Vrážné

### Obecní symboly
Znak a vlajka byly obci uděleny rozhodnutím předsedy Poslanecké sněmovny Parlamentu České republiky dne 21. září 2005.